# Kretowiec mały
Kretowiec mały (Mogera imaizumii) – gatunek ssaka z rodziny kretowatych (Talpidae). 
Jest gatunkiem endemicznym dla terytorium Japonii.